# 日系オーストラリア人

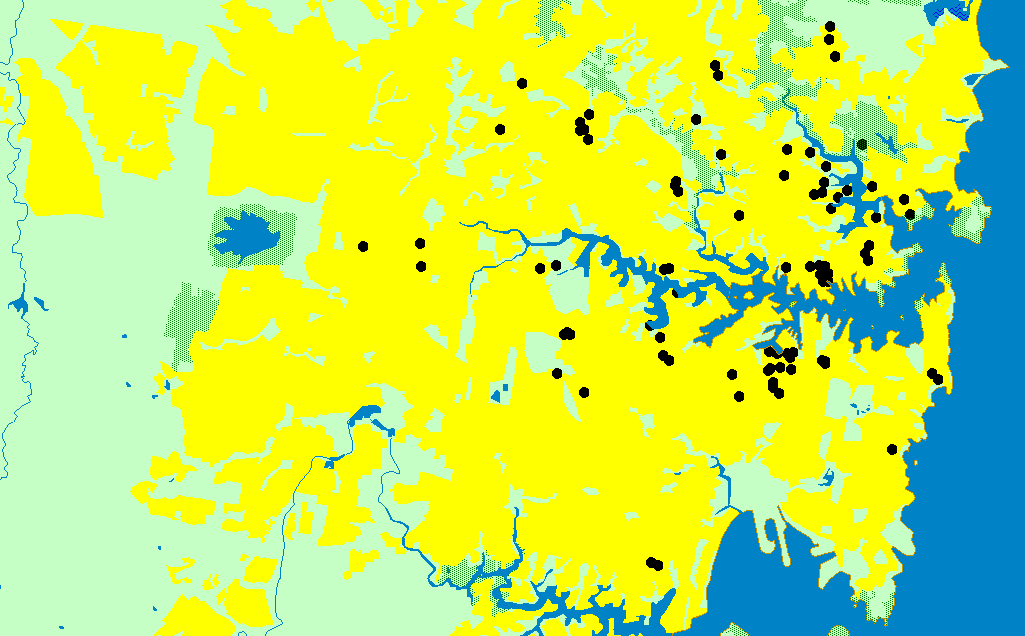
一点は日本生まれのシドニー居住者100人

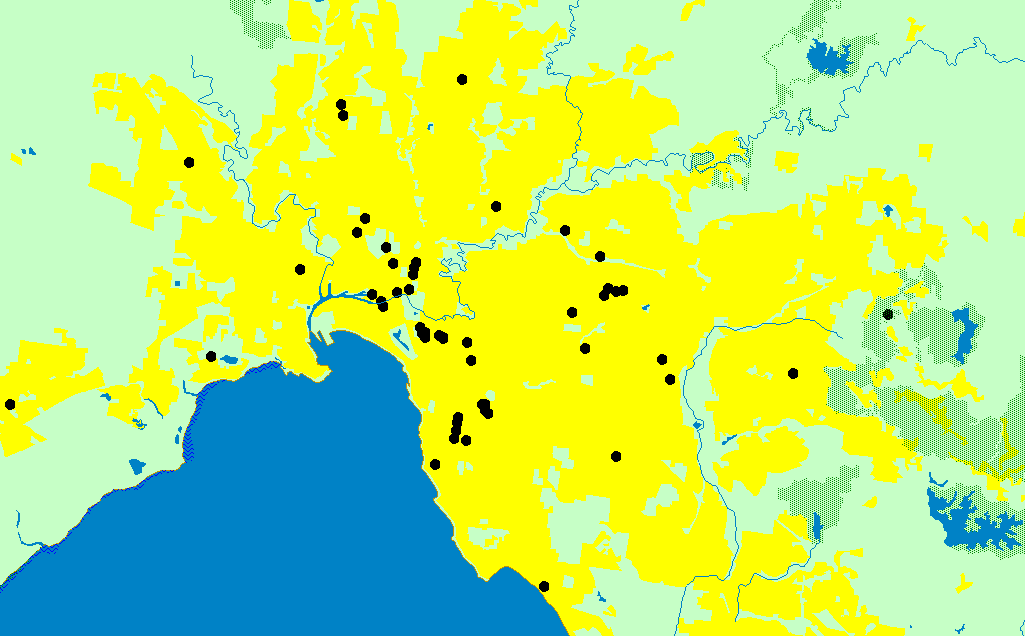
一点は日本生まれのメルボルン居住者100人

日系オーストラリア人（にっけいオーストラリアじん、英語：Japanese Australian）は、オーストラリアで出生もしくは移住して居住する日系人である。

## 人口統計学

### 2006年の国勢調査
2006年の国勢調査では、オーストラリアには日本生まれの居住者が30778人いた。この数はオーストラリア生まれの日系人とオーストラリア旅行中の日本人を除いている（そして日本では日本国籍のない人々を含んでいる）。この内24373人が自宅で日本語を話し、40968人が日系と主張した（別の出自を主張する人を含む）。約半数（12131人）が特定の宗教を持たないと言い、11644人が仏教を信仰し、3645人がキリスト教を信仰している。日系人の人口が最も多いのはシドニーで（10020人）、次いでメルボルン（5287人）、ブリスベーン（3300人）、ゴールドコースト（3148人）と続いていた。
4643人だけがオーストラリア市民権 (Australian citizenship) を持っている（おそらく22歳以上の市民に日本の市民権が多重国籍を認めていないことによるのであろう）。オーストラリアの日系人の3分の2（20413人）が女性である。仏教徒（8644人）とキリスト教徒（3645人）が、最も一般的なものであるとはいえ、日系人全体の約半数が、特定の宗教を持たない（15131人）。

### 日本の外務省による在留日本国籍保有者
日本の外務省によると、オーストラリアに3ヶ月以上在留の在留邦人（日本国籍保有者）は2018年現在98,436人。そのうち、永住者が58,716人（59.6%）である。シドニー都市圏に33,007人、メルボルン都市圏に18,218人在留している。在留邦人者数としてはアメリカ合衆国と中華人民共和国についで3番目に多い国である。

## 歴史
比較的最近の民族として日本人は2384人しか1980年以前にはオーストラリアには来なかった。1960年代のオーストラリアは白豪主義の元、非欧州系移民を制限していて、日本人がオーストラリアに移民する障壁は高かった。また日本では高度経済成長によって国外に職を求める動機が低下しており、この動きが一致することでオーストラリアへの日本人移民は制限されていた。
日本は1880年代に移民を開始したに過ぎない。1901年の移民制限法では一時的にオーストラリアへの日本人移民を禁止したが、後に居住者に拡大して適用した際には短期間口述試験が免除された。
この時期のオーストラリアでは、多くの日系人が北オーストラリアの真珠職人として、またはクイーンズランド州でサトウキビ農業に従事していた。西オーストラリア州でも、キンバリー地域のブルームでは第二次世界大戦まで最多数派であり、真珠養殖では機会に恵まれていた。ブルームの通りで数箇所日本名が付けられ、この町には日本以外で最大の墓地の一つがある。
第二次世界大戦の勃発で、敵性民族とされた日本人は抑留され、後に戦闘が終わると国外追放された。また、戦後において日本に駐留したオーストラリア軍などからなるイギリス連邦占領軍は、人種差別の観点から日本人女性との交際禁止策を取っていたため、将兵は恋愛感情があろうとも日本女性との結婚許可を取ることはできず、これに違反して子供が生まれたことが見つかった場合は、強制的に家族から離されることになった。1952年にこの禁止令は解かれ、何百人もの戦争花嫁がオーストラリアに追加で到着した。しかし、これによる悲劇が多数起きたと報告された。

1960年代にオーストラリアにとって日本が経済的に重要度を増し、両国の交流が増すと、自然とオーストラリアに住もうとする日本人の数は増えた。

## 著名人物
- 五十川明：ファッションデザイナー
- ガズィエル＝オガナ：歌手
- マイケル中村：元プロ野球選手
- ショーン・ヨシウラ：オージーフットボール選手
- タンドゥ・ベラフィ：サッカー選手
- 杉本良夫：ラトローブ大学名誉教授（社会学）
- ケイコ＝タムラ：作家
- 和久田哲也：シェフ
- エリカ＝ヤマサキ：ウェイトリフター
- トキウチ＝クリバヤシ：真珠業実業家
- エマ＝アンザイ：歌手
- ノブユキ＝”ノビ”＝タナカ：ビッグブラザー競技者
- エディー＝ジョーンズ：元オーストラリアラグビー連合コーチ
- ユミ＝スタインズ：テレビパーソナリティー
- 金森マユ
- ジョージ・フィールズ：経営者
- 塚原直也：体操選手
- 忽那汐里：女優
- ヒロド歩美：朝日放送アナウンサー
- マーク・大喜多：ナレーター